# Şix Salahlı
Şix Salahlı è un comune dell'Azerbaigian situato nel distretto di Sabirabad. Conta una popolazione di 1 482 abitanti.